# 医薬食品局
医薬食品局（いやくしょくひんきょく、Pharmaceutical and Food Safety Bureau）は、日本の中央省庁である厚生労働省に、かつて存在した内部部局。医薬品、医薬部外品、化粧品及び医療機器関係などの薬事、食品などを所管する。2015年10月に医薬・生活衛生局に組織改編された。

## 発足
中央省庁再編による厚生省と労働省の統合にともない、2001年1月6日に厚生省医薬安全局が改編されて発足した。2015年10月1日に健康局の生活衛生課と水道課を、移管するとともに医薬・生活衛生局へ名称が変更された。

## 所管業務
医薬品、医薬部外品、化粧品、輸入品を含む食品、医療機器の有効性・安全対策、麻薬・覚醒剤対策、などの政策と薬剤師国家試験を所管する。食品安全行政のうち、農林水産省消費・安全局が所管する業務は除く。

## 組織
- この組織は医薬・生活衛生局に組織改編する直前のものである。
- 総務課
  - 医薬品副作用被害対策室
- 審査管理課
  - 医療機器審査管理室
- 安全対策課
- 監視指導・麻薬対策課
- 血液対策課
- 食品安全部
  - 企画情報課
    - 検疫所業務管理室
    - 国際食品室

  - 基準審査課
    - 新開発食品保健対策室

  - 監視安全課